# Општина Данешти (Харгита)
Данешти (рум. Dăneşti) општина је у Румунији у округу Харгита.
Oпштина се налази на надморској висини од 704 m.